# Sport aérien
Le sport aérien regroupe différentes compétitions réalisées avec des avions, des planeurs, des motoplaneurs et ou d'autres types d'aéronefs selon la compétition. Les disciplines sont nombreuses et variées : de la voltige aérienne, la navigation aérienne, les courses aériennes, en passant par les vols en campagne de planeur, ou les compétitions d'aéromodélisme et plus récemment les courses de drones.

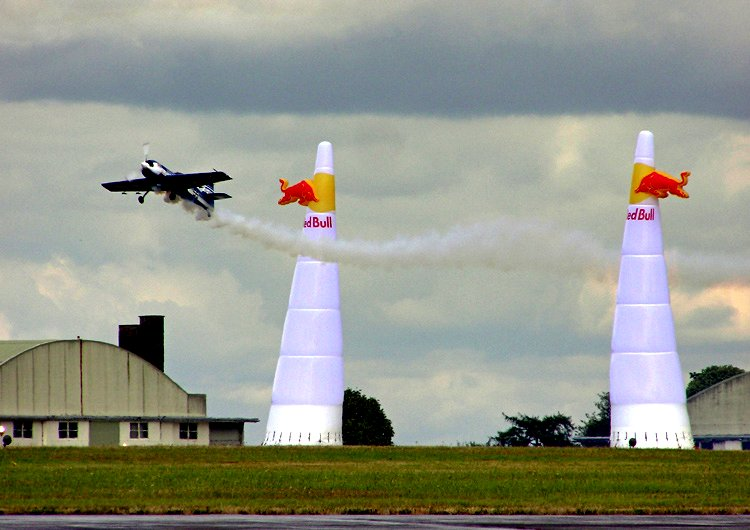
Championnat Red Bull mélant course et voltige
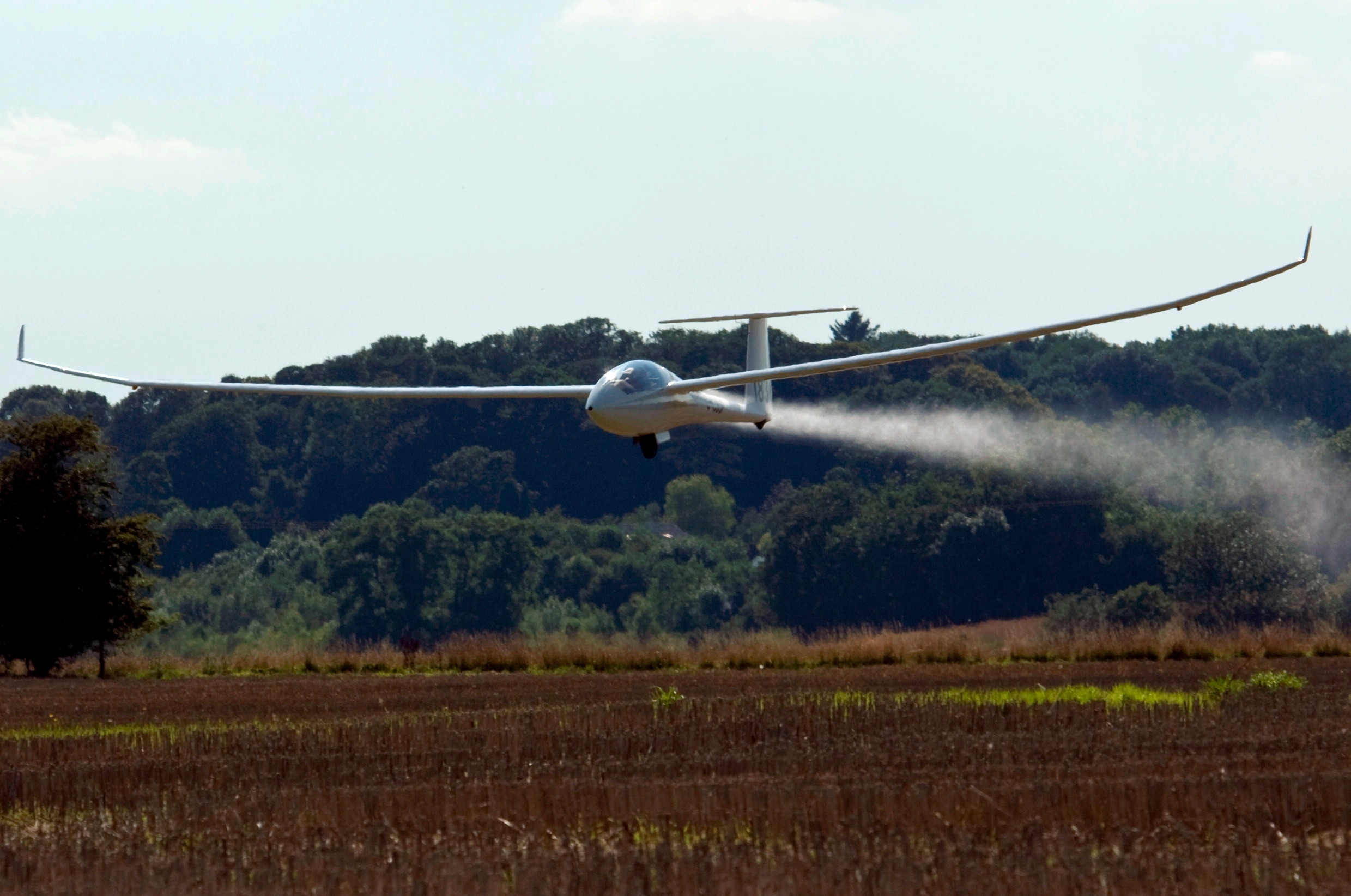
Course de vol à voile
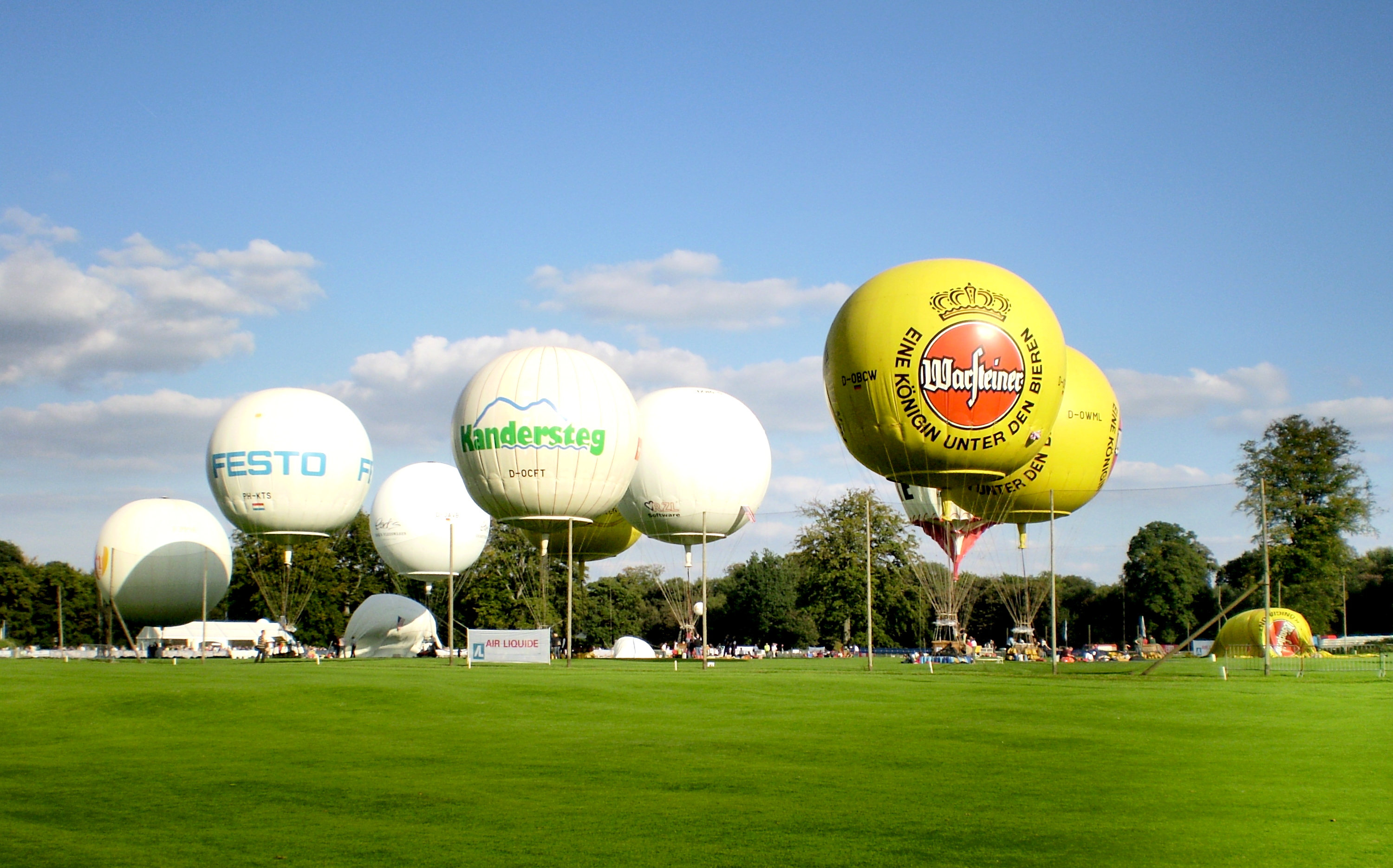
Course de ballon à gaz

D'autres activités, comme le vol en wingsuit qui appartient à la catégorie du parachutisme, ne sont pas toujours reconnus par la Fédération aéronautique internationale, l'instante dirigeante.